# Théodore Nouwens
Théodore Nouwens (Malines, 17 febbraio 1908 – Malines, 21 dicembre 1974) è stato un calciatore belga.

## Carriera
Nel 1923 Nouwens, ancora giovane, giocò per il Racing Mechelen come difensore facendo il suo debutto in prima divisione belga all'età di 17 anni. Ottenne un posto di rilievo nella squadra, ma a fine stagione il Mechelen fu retrocesso in seconda divisione. Nella stagione seguente, il Racing Mechelen raggiunse la promozione in prima divisione. Nel 1937, il club fu nuovamente relegato in seconda divisione. Nouwens continuò comunque a giocare nel Racing Mechelen fino al 1942, anno in cui si ritirò dal calcio giocato. In prima divisione totalizzò 287 partite segnando 34 reti.
Con il compagno di squadra Jan Diddens disputò il Mondiale 1930 giocando 2 partite.